# Olivancillaria
Olivancillaria is een geslacht van weekdieren uit de klasse van de Gastropoda (slakken).

## Soorten
- Olivancillaria auricularia (Lamarck, 1811)
- Olivancillaria carcellesi Klappenbach, 1965
- Olivancillaria contortuplicata (Reeve, 1850)
- Olivancillaria deshayesiana (Ducros de Saint Germain, 1857)
- Olivancillaria orbignyi (Marrat, 1868)
- Olivancillaria teaguei Klappenbach, 1964
- Olivancillaria urceus (Röding, 1798)
- Olivancillaria vesica (Gmelin, 1791)
- Olivancillaria zenopira (Duclos, 1835)